# NGC 3472
NGC 3472 é uma galáxia lenticular na direção da constelação de Crater. O objeto foi descoberto pelo astrônomo Ormond Stone em 1886, usando um telescópio refrator com abertura de 26 polegadas. Devido a sua moderada magnitude aparente (+14,6), é visível apenas com telescópios amadores ou com equipamentos superiores.